# Пустуево
Пустуево — село в Каргапольском районе Курганской области. Входит в состав Чашинского сельсовета.

## Географическое положение
Расположено на правом (северном) берегу реки Шайтанки, примерно в 14 км к северу от села Житниковское; в 23 км (40 км по автодороге) к северо-востоку от посёлка Каргаполье; в 75 км (86 км по автодороге) к северо-западу от города Кургана.

## История
Деревня Пустуева основана между 1763 и 1782 годами. В неё самостоятельно переселились жители разных населённых пунктов, относившихся к Мехонскому острогу.
До революции деревня относилась к Чимеевской (с 1873 года – Брылинской) волости Курганского уезда Тобольской губернии.
В конце июня — начале июля 1918 года установлена белогвардейская власть. В начале августа 1919 года восстановлена Советская власть.
В 1919 году образован Пустуевский сельсовет. 9 января 1969 года Пустуевский сельсовет упразднён, вошёл в состав Житниковского сельсовета, который был упразднён Законом Курганской области от 27 июня 2018 года N 64. Ныне село входит в состав Чашинского сельсовета.
В годы Советской власти жители работали в колхозе «Просвет», затем в Житниковском свиноводческом совхозе.

## Население
| 1782 | 1795 | 1816 | 1834 | 1850 | 1858 | 1869 |
| ---- | ---- | ---- | ---- | ---- | ---- | ---- |
| 141  | ↗153 | ↗202 | ↗216 | ↗236 | ↗244 | ↗253 |
| 1893 | 1912 | 1926 | 1989 | 2002 | 2010 |      |
| ↗290 | ↗389 | ↗507 | ↘119 | ↘103 | ↘60  |      |

На 2010 год население составляло 60 человек.
Национальный состав
- По переписи населения 2002 года проживало 103 человека, из них русские  — 92 %.
- По переписи населения 1926 года проживало 507 человек, все русские.

## Часовня
Около 1820 года в деревне выстроена часовня в честь Архистратига Божия Архангела Михаила и святых первоверховных апостолов Петра и Павла, относилась к приходу Богородице-Казанской церкви слободы Чимеевской. Приблизительно с середины 1850-х гг. часовня начинает именоваться только Петро-Павловской, с 1852 года она вошла во вновь образованный приход при Вознесенской церкви с. Брылинского. В последний раз часовня в д. Пустуевой упоминается в 1915 году как крайне ветхая. Ныне не сохранилась.

## Первопоселенцы
В Ревизской сказке Чимеевской слободы от 10 декабря 1782 года указаны жители деревни. Список глав семей:
- Федор Максимов сын Стрекалев, из Мехонского острога
- Максим Тимофеев сын Цывилев, из Мехонского острога
- Трофим Иванов сын Суковатицын, из деревни Савцыной
- Григорий Степанов сын Распутин, из деревни Савцыной
- Егор Семенов сын Важенин, из деревни Кыштымовой
- Прокопий Семенов сын Важенин, из деревни Кыштымовой
- Осип Иванов сын Кыштымов, из деревни Кыштымовой
- умершего Якова Кыштымова жена вдова Федосья Кирилова дочь, взятая Мехонского острога в деревне Шайтанской
- Мокей Тихонов сын Пустуев, из деревни Кыштымовой
- Егор Тихонов сын Пустуев, из деревни Кыштымовой
- Евдоким Иванов сын Пустуев, из деревни Кыштымовой
- Ларион Иванов сын Пустуев, из деревни Кыштымовой
- умершего Ивана Тихонова большого Пустуева дети Андрей (и его братья)
- умершего Ивана Тихонова Пустуева малого жена вдова Палагея Васильева дочь
- умершего Ефима Карпова Пустуева жена вдова Федосья Никитина дочь, из Мехонского острога
- Филипп Иванов сын Одношовин, из деревни Малышевой
- взятого в рекруты Григория Одношовина жена Агафья Осипова дочь, из Мехонского острога
- Лука Никитин сын Одношовин, из деревни Малышевой
- Матвей Матвеев сын Малышев, из деревни Малышевой
- Николай Егоров сын Скороходов, из деревни Бахаревой
- умершего Егора Короткова жена вдова Парасковья Васильева, из деревни Соколовой
- Егор Иванов сын Попов, из деревни Соколовой